# Victoria-Beacon Hill (circonscription britanno-colombienne)
Pour les articles homonymes, voir Victoria et Beacon Hill.
Circonscription électorale provinciale du Canada
Victoria-Beacon Hill est une circonscription provinciale de la Colombie-Britannique représentée à l'Assemblée législative de la Colombie-Britannique depuis 1991.

## Géographie
En 2020, la circonscription représente une partie de la ville de Victoria dans le district régional de la Capitale.

## Liste des députés
| Législature                                            | Années                                                 | Député                                                 | Député                                                 | Parti                                                  |
| Victoria-Beacon Hill Circonscription issue de Victoria | Victoria-Beacon Hill Circonscription issue de Victoria | Victoria-Beacon Hill Circonscription issue de Victoria | Victoria-Beacon Hill Circonscription issue de Victoria | Victoria-Beacon Hill Circonscription issue de Victoria |
| ------------------------------------------------------ | ------------------------------------------------------ | ------------------------------------------------------ | ------------------------------------------------------ | ------------------------------------------------------ |
| 35e                                                    | 1991–1996                                              |                                                        | Gretchen Brewin (en)                                   | Néo-démocrate                                          |
| 36e                                                    | 1996–2001                                              |                                                        | Gretchen Brewin (en)                                   | Néo-démocrate                                          |
| 37e                                                    | 2001-2005                                              |                                                        | Jeff Bray (en)                                         | Libéral                                                |
| 38e                                                    | 2005–2009                                              |                                                        | Carole James                                           | Néo-démocrate                                          |
| 39e                                                    | 2009–2013                                              |                                                        | Carole James                                           | Néo-démocrate                                          |
| 40e                                                    | 2013–2017                                              |                                                        | Carole James                                           | Néo-démocrate                                          |
| 41e                                                    | 2017–2020                                              |                                                        | Carole James                                           | Néo-démocrate                                          |
| 42e                                                    | 2020–2024                                              |                                                        | Grace Lore (en)                                        | Néo-démocrate                                          |
| 43e                                                    | 2024–en cours                                          |                                                        | Grace Lore (en)                                        | Néo-démocrate                                          |